# Engin Kalender
Engin Kalender (* 3. Januar 1984 in Amberg) ist ein deutsch-türkischer Fußballspieler.

## Karriere
Kalender kam in Amberg auf die Welt und durchlief u. a. die Nachwuchsabteilung der SG 83 Nürnberg. Von hier aus wechselte er 2003 zur zweiten Mannschaft der SpVgg Greuther Fürth in die Bayernliga. Hier spielte er drei Jahre bis zum Sommer 2006, ehe er über SV Wehen Wiesbaden zum türkischen Zweitligisten İstanbulspor kam. Bei diesem Verein blieb er nur zwei Monate und setzte anschließend seine Karriere wieder in Deutschland fort. 2009 wechselte er zum türkischen Viertligisten Lüleburgazspor. Nachdem dieser Klub im Sommer 2011 den Klassenerhalt verpasste und in die regionale Amateurliga absteigen musste, kehrte Kalender erneut nach Deutschland zurück und spielte hier bei einer Reihe von Vereinen der unteren Ligen. Den Bezirksligisten FC Amberg führte er 2011/12 mit 25 Saisontoren zum Aufstieg in die Bayernliga. Im Frühjahr 2014 wechselte Kalender zum dritten Mal in die Türkei, dieses Mal zum Zweitligisten  Kahramanmaraşspor.